# Leuconotha subfumida
Leuconotha subfumida är en fjärilsart som beskrevs av W. Warren 1900. Leuconotha subfumida ingår i släktet Leuconotha och familjen Uraniidae. Inga underarter finns listade i Catalogue of Life.